# Fears to Fathom
Fears to Fathom es un videojuego de aventura y de terror psicológico en primera persona lanzado originalmente en verano de 2021 por el programador y desarrollador de videojuegos de origen indio Mukul Negi, conocido por su seudónimo Rayll, a través de la plataforma Steam. Está conformado por cinco episodios independientes publicados periódicamente. Cada historia cuenta con una narrativa distinta, basada en "hechos reales" enviadas por los usuarios al creador y que cuentan experiencias inquietantes vividas por estos.

## Antecedentes
La idea parte de un proyecto personal que el desarrollador informático Mukul Negi, residente en Nueva Delhi (India), quiso plasmar como videojuego. Comenzó joven a trabajar con el software Scratch, llegando a crear aplicaciones de móvil y minijuegos, llegando a ganar el Premio al Juego Estudiantil del Año en la Conferencia de desarrolladores de juegos de India de 2017 por su juego móvil Loopables.
La creación del primer episodio, Home Alone, se basó en historias que encontró en el canal de YouTube del creador "Mr. Nightmare", que publicaba historias de terror de la vida real y misterios inexplicables captados en cámara, lo que fue un aliciente para elaborar la narrativa. Fue lanzado en Steam el 2 de julio de 2021. Como declararía más adelante, Negi no esperaba que nadie estuviera interesado en el juego. "Estaba a punto de dejar de lado mi carrera como desarrollador de juegos después de darme cuenta del primer episodio". Desde su lanzamiento, ha tenido más de 140 000 descargas, con reseñas "muy positivas". En referencia a ese buen comienzo, Negi teorizó que el miedo que se siente real, cercano, llama la atención. "Definitivamente tuvo algo que ver con el factor de identificación".
Gracias a esa buena acogida, comenzó con el desarrollo de más episodios, para lo que solicitó a los jugadores que enviaran historias de terror reales a su correo electrónico, para elegir de entre todas aquellas que pudieran encajar con el formato del videojuego. Así pues, llegaría la publicación de nuevas historias como Norwood Hitchhike, lanzado el 6 de enero de 2022, Carson House, el 9 de enero de 2023, o Ironbark Lookout, el 20 de octubre de ese mismo año, coincidiendo con el período de Halloween, lo que fue aprovechado por diversos youtubers para ser jugado por primera vez. El último episodio, Woodbury Getaway, se liberó en Steam el 12 de septiembre de 2024, siendo adelantado un tráiler del mismo en agosto de ese año.

## Jugabilidad
Como videojuegos que tratan de infundar terror al jugador, trata de mantenerle en constante anticipación a los eventos que puedan suceder. La ambientación, para darle un ambiente más casero, no es estable del todo, con un filtro de VHS para hacerlo más casero.
Las físicas del juego permite al usuario moverse libremente por los escenarios en los que discurren los episodios, correr, coger y soltar objetos, abrir puertas, conducir vehículos (coche y bicicleta), alimentarse, interactuar con programas (cámaras de seguridad, propios videojuegos dentro del mismo y tareas) y con personas, con hasta tres opciones de diálogo que se van complementando según avanza la conversación. 
Un elemento característico es la opción de esconderse, bien en habitaciones, bajo una cama o en un armario, con la particularidad de incluir una barra de sonido, en el que se puede incidir si el jugador está en plataformas como Twitch, cualquier sonido que haga (ruidos, gemidos, gritos) se cuele por el canal de sonido y haga que su perseguidor pueda encontrarle, obligándole a jugar desde el último punto de guardado.
El primer episodio de Fears to Fathom dura sólo entre 10 y 20 minutos, y la mayor parte del juego no tiene nada abiertamente aterrador. No obstante, las siguientes entregas, con base en las historias aportadas por los usuarios, permitió aumentar los recursos y los escenarios, así como la duración de los episodios, llegando a extenderse hasta una o dos horas de duración, como lo fue el quinto.

## Episodios

### Primer episodio:Home Alone
El jugador sigue la historia de Miles, un adolescente de 14 años, que se encuentra solo en casa debido a que sus padres se han ido por trabajo un fin de semana. Miles se despierta sobre las 20 horas de la tarde después de una siesta, ya que le quedan algunos deberes para hacer en el colegio. Como tiene hambre, planea comer algo antes de ponerse a ello, ya que de otro modo no podría concentrarse.
Comiendo una lasaña que le ha dejado preparado su madre, recibe un mensaje de su amigo Mason que le informa que no podrá acudir a su casa a pasar el rato, como esperaba en un principio. Miles empieza a trabajar en su tarea de química después de comer y se va a la cama horas más tarde.
A la 1:16 de la madrugada, media hora después de haberse dormido, Miles se despierta con sed. Baja las escaleras para coger agua de la nevera, pero recibe un mensaje de su madre que le preocupa y que contiene una foto de un hombre delante de su casa. La instantánea se la había enviado Paula, la vecina de Miles, preocupada porque había visto al hombre sospechoso en su propiedad durante algún tiempo la tarde anterior. La madre de Miles le ordena que cierre todas las puertas y espere a que llegue la policía.
Mientras se esconde debajo de la cama, oye cómo se rompen cristales en el piso de abajo. Poco después, Paula empieza a llamar al timbre repetidamente. Al principio, Miles se muestra reacio a salir de su habitación hasta que le informan de ello, pero al llegar a las escaleras, ve la puerta del dormitorio de sus padres abierta y la sombra de una persona esperándole. Corre a su habitación y se refugia hasta que llega la policía. Una vez que el intruso ha escapado de la casa, Miles se reúne con éxito con Paula ante la puerta de su casa.

### Segundo episodio:Norwood Hitchhike

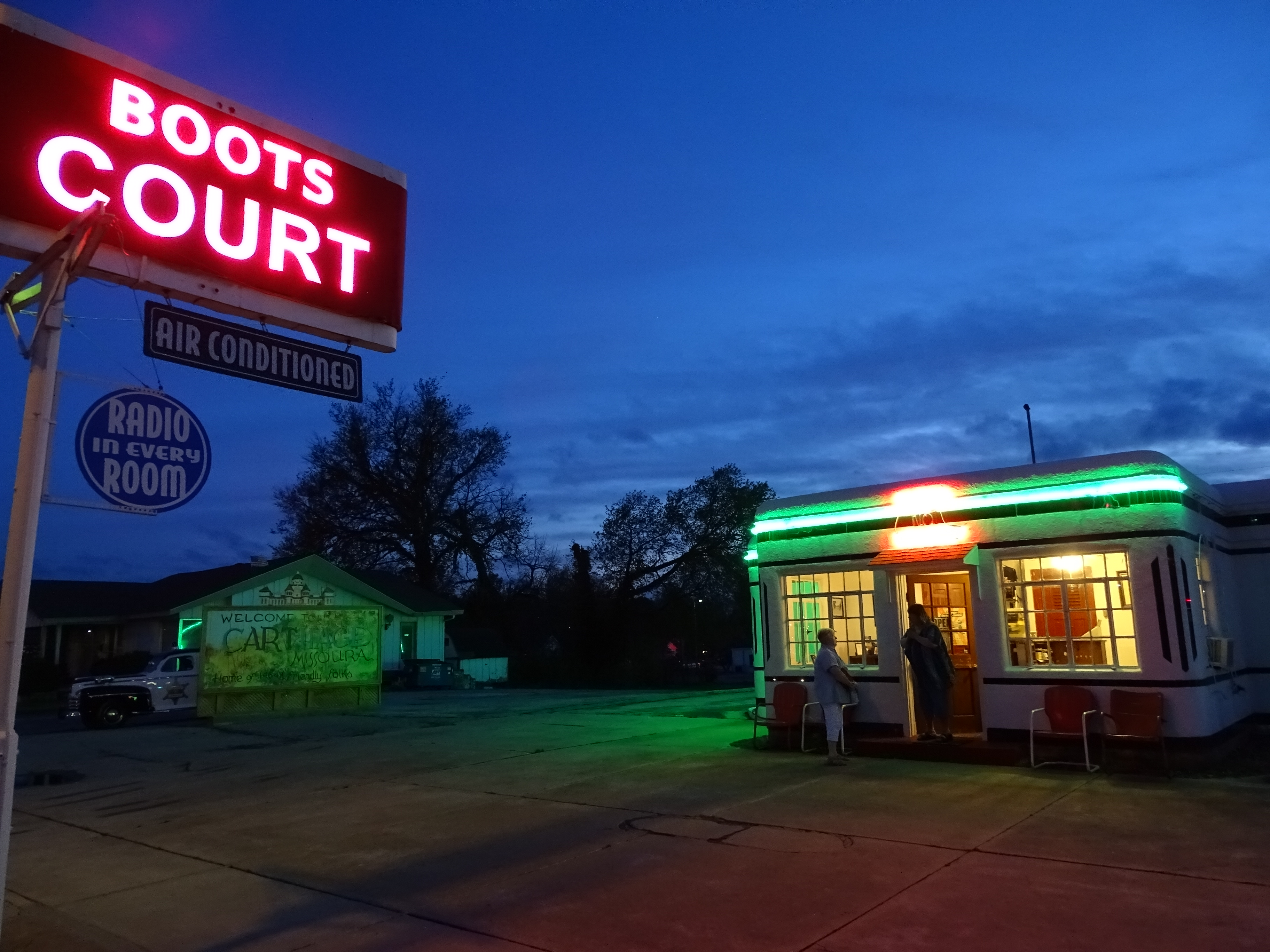
Tras sufrir un percance con su coche, la protagonista se ve obligada a pernoctar en un motel de carretera.

La protagonista es Holly Gardner, una joven de 19 años que regresaba a su casa en coche de una convención de videojuegos. Evitando conducir por la interestatal, por el tráfico, decide adentrarse por carreteras secundarias. Conduciendo en mitad de la noche, Holly se detiene en una gasolinera para repostar. El empleado le advierte que si ve a una mujer vestida de blanco o azul siga conduciendo. Más adelante, se ve obligada a detenerse al encontrar la carretera bloqueada por dos grandes troncos que parecen haber sido colocados allí intencionadamente.
A pesar de apartarlos, Holly se ve incapaz de arrancar el coche y no puede pedir ayuda porque no tiene cobertura en el móvil. De mala gana, se ve obligada a hacer autostop y finalmente la recoge un hombre llamado Jason, a quien había conocido antes en la gasolinera. Jason deja a Holly en un motel llamado Roadway Inn que también ofrece asistencia en carretera pero le advierte que tenga cuidado con los extraños antes de salir.
En el vestíbulo, Holly paga al gerente Joe por una habitación para pasar la noche y por la asistencia en carretera. Joe le da a Holly la llave de la habitación 9 y se encarga de que su empleado Tommy se ocupe del coche a la mañana siguiente, pero le advierte que no despierte a los demás huéspedes. Holly entra en su habitación pero se sorprende al encontrar a un hombre en su baño que resulta ser Tommy, quien le dice que coja sus cosas mientras termina de limpiar la habitación. Tommy le asegura a Holly que le traerá el coche por la mañana pero le dice que el teléfono de la habitación no funciona antes de marcharse.
Inquieta por lo sucedido durante la noche y su situación en el motel, Holly opta por tomar una taza de café de una máquina expendedora para mantenerse despierta. Sin embargo, el café la seda y empieza a perder el conocimiento, pero consigue volver a su habitación antes de desmayarse. Más tarde se despierta y se encuentra con Joe, que la acusa de hacer ruido y molestar a los demás huéspedes. Holly se molesta aún más cuando intenta enseñarle la máquina a Joe y descubre que ya no está allí.
Cada vez más frustrado con Holly, Joe le ordena que vuelva a la habitación y se quede allí, pero le dice que compruebe la mesa junto a la televisión. Holly encuentra un bote de pastillas en el cajón de la mesa que se toma con un poco de agua antes de volver a la cama. Más tarde, un hombre extraño pasa por la habitación e intenta que la joven abra la puerta pidiéndole ayuda. El extraño se vuelve cada vez más agresivo después de que Holly le pida que se vaya y comienza a derribar la puerta. Holly se esconde en el armario antes de que el hombre irrumpa y comience a buscarla. Holly solo puede contener la respiración y observar asustada hasta que Joe llega y tiende una emboscada al sujeto.
Joe opta por no presentar cargos, pues cree que afectaría negativamente a la reputación del hotel. Holly llega a creer que el pueblo albergaba una secta o una red de narcotraficantes y se marcha en cuanto Tommy regresa con el coche. Después de esa noche, Holly opta por no volver a hacer viajes largos por carretera y sólo coger aviones para ir a futuras convenciones.

### Tercer episodio:Carson House
La tercera historia la remitía Noah Baker, un chaval del Medio Oeste de los Estados Unidos que al momento de enviarla cuenta con 28 años, pero tenía 18 años cuando ocurrieron los hechos. Recibió el encargo de su padre de cuidar de la casa de un amigo y cliente suyo, Roy Carson. Después de alimentar al perro de la familia, Zeke, Roy pide ayuda a Noah para deshacerse de un virus informático de su ordenador, que también alberga el sistema de cámaras de seguridad de la casa. Noah encuentra la oficina un lugar adecuado para completar sus deberes y soluciona rápidamente el problema del virus informático.
A lo largo de la noche, envía algunos mensajes de texto a su novia, Evelyn Cooper. Roy le pide a Noah que haga la compra. Con un billete de 100 dólares de su mesilla de noche, Noah utiliza la bicicleta de Alec, el hijo de Roy, para llegar a Knuck's, una tienda cercana. Allí se encuentra con sus amigos del colegio, Andy y Turner, que le dicen que su exnovia Cara había pasado por allí y había comprado poco antes de su llegada.
Al llegar a casa, sus amigos le dicen que busque en Internet "Divorcio de Roy Carson", y acaba descubriendo que el dueño de la casa había estado recibiendo amenazas de muerte y llamadas a su puerta por parte de los aficionados de su exesposa, después de su supuesta infidelidad. Mientras está leyendo las noticias, llaman a la puerta. Atemorizado por la situación tras leer las noticias, duda en abrir, hasta que confirma con Carson que le había llevado una pizza para cenar.
Mientras ve la televisión comiendo pizza, vuelven a llamar a la puerta. Al abrir no hay nadie en el porche, solo un ramo de flores en el felpudo. Las lleva dentro sin darle mucha importancia y se retira al despacho para empezar sus deberes, de los que se había distraído repetidamente. De repente, a Noah le llega al móvil un mensaje anónimo preguntándole qué ha tenido para cenar.
A la 1:36 de la madrugada, la electricidad de la casa se corta repentinamente. Noah oye ladrar al perro en el patio e investiga, descubriendo la caja eléctrica y volviendo a conectar la corriente. Ya nervioso, Noah empieza a intercambiar mensajes de texto con un número desconocido, pero lo descarta y vuelve a estudiar. Sin embargo, sin que él lo sepa, alguien ya ha entrado en la casa.
Noah oye un alboroto en el piso de abajo y descubre que el horno está encendido. Rápidamente lo apaga y, harto, contacta inmediatamente con Andy exigiéndole que le diga a Turner -que era conocido por ser travieso- que pare con la aparente broma. Pero para sorpresa de Noah, se entera de que Andy y Turner siguen juntos, pero en casa del primero. Atribuye su paranoia a la falta de sueño y vuelve a comprobar el monitor de seguridad.
Para su horror, Noah descubre a una intrusa al final del pasillo de la oficina. La mujer se dirige hacia allí y se para siniestramente ante la puerta con un cuchillo de cocina en la mano. Durante un breve intercambio de palabras a través de la puerta cerrada, la chica resulta ser Cara, que finge reconciliarse con Noah antes de amenazarles de muerte a él y a Evelyn. Noah sale de la oficina para esconderse en la lavandería al otro lado del pasillo, donde se asoma a través de las persianas y ventanas de la puerta. Mientras Cara se distrae buscándole en el despacho, Noah sale a hurtadillas y huye de la casa.
El epílogo del juego revela que Cara había huido cuando la policía llegó, tras haber sido contactada por Walter. También se desvela la historia de Cara: ella y Noah se habían conocido por Internet y ambos empezaron a salir a pesar de sus tres años de diferencia de edad. Sin embargo, a los dos meses de relación, Cara empezó a consumir metanfetamina y pronto se volvió adicta. Tras varios intentos fallidos de ayudarla, Noah puso fin a su relación, lo que la enfureció. También se revela que la chica estaba bajo los efectos de la droga durante el incidente y que había intentado engañar a los agentes sobre sus intenciones esa noche. Pero las grabaciones de seguridad resultaron ser demasiado incriminatorias y finalmente es condenada a una larga pena no especificada.

### Cuarto episodio:Ironbark Lookout

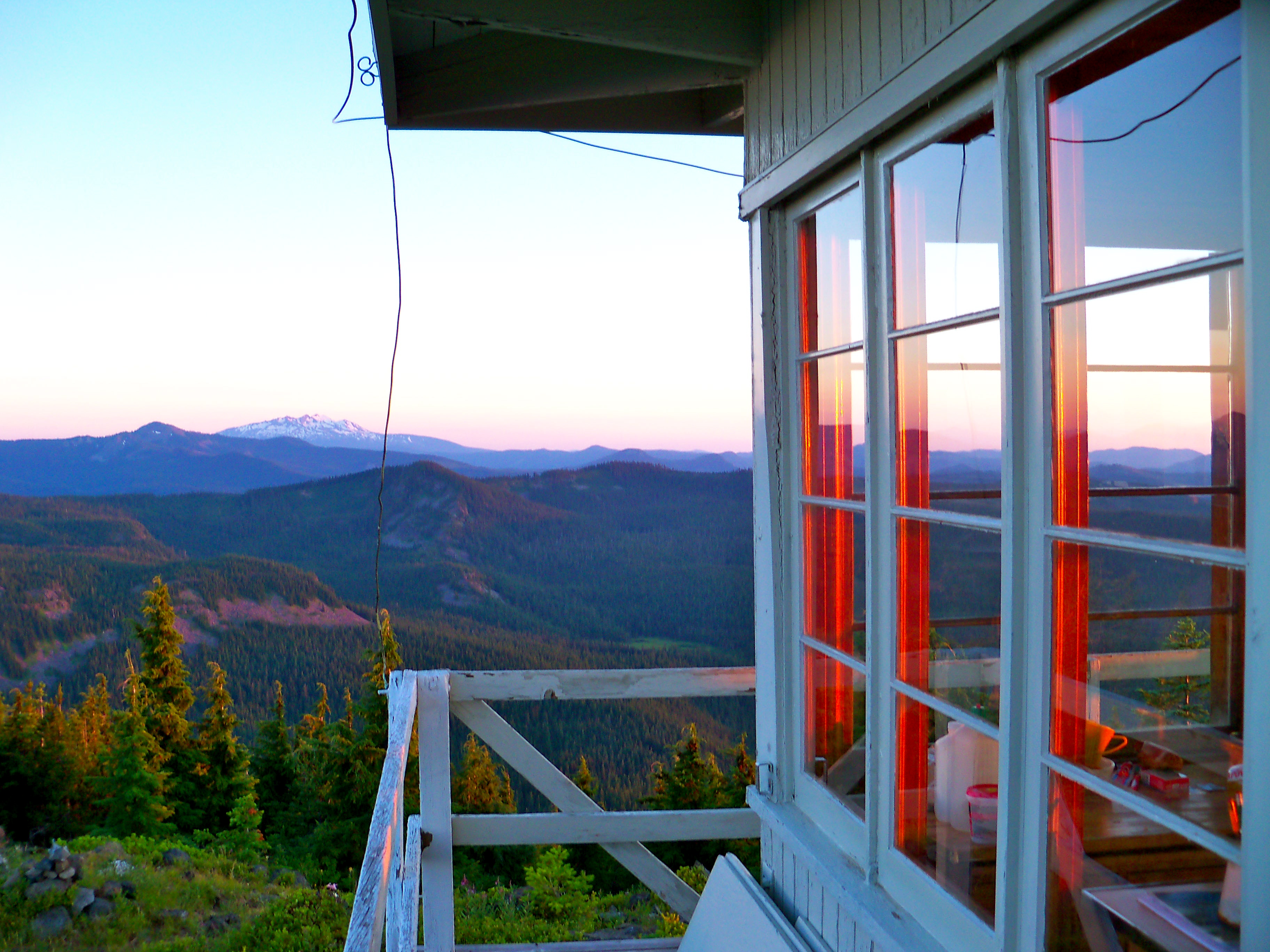
El cuarto episodio relata la historia de un guardabosques en un parque forestal donde ocurren fenómenos extraños.

Cuenta el relato de Jack Nelson, un guardabosques de 24 años que ha sido trasladado en la temporada de verano al Parque Estatal de Ironbark (nombre inventado pero ambientado en el Estado de Washington según se descubre documentación en el juego). La primera parte de la historia sucede a caballo entre la autocaravana del personaje y un restaurante de carretera en el que estaciona para comer antes de llegar a su destino.
Al llegar al parque descubre la valla cerrada y un tablón de anuncios en el que se reporta que tres niños han desaparecido en la zona. Al bajarse para hablar con el supervisor de la caseta, Billy, este le sorprende con una escopeta de caza pensando que "era uno de ellos". Finalmente, Jack es asignado a la torre de vigía número 11 y emprende la caminata nocturna hacia el mirador, dejando la autocaravana atrás. Antes de partir, Billy le avisa de que no se aleje demasiado de su zona de vigía por su propia seguridad.
La zona donde trabajará es simple: la torre sobre las escaleras, un generador, un baño portátil y una caseta de utilidades donde se almacenan herramientas y leña para la hoguera. Como vigía forestal, su misión principal es reportar cada día, antes de acostarse, un informe de las condiciones climatológicas de su zona (con ayuda de un termómetro en grados Fahrenheit y un anemómetro para la presión) y la ayuda prestada a excursionistas.
Su enlace de contacto es el vigía de la torre número 12, Connor. En su segunda noche, descubren que hay un campista acampando sin permiso en su zona, por lo que Jack tiene que ir a comprobar. Al llegar al área, escucha un grito. Encuentra la fogata, algo de comida y una tienda de campaña. Investigando la escena, se escucha a una persona silbar a lo lejos a la que el personaje trata de encarar sin éxito en la oscuridad.
La rutina de los días continúa, hasta que una noche Jack se despierta tras sentir una sensación extraña. Al levantarse, comprueba que en las paredes se refleja una sombra de una persona con una especie de cuernos en la cabeza y que huye al verle. Al rato, abre la puerta y encuentra un cráneo de venado y unas velas. Asustado, trata de ponerse en contacto por radio con Connor, quien le quita hierro a la situación y le insiste que será una broma de mal gusto de algunos adolescentes.
Más adelante, Jack descubre una bengala lanzada desde el bosque. En la radio sintoniza la frecuencia de un excursionista perdido al que trata de ayudar. Cuando el desconocido dice que ya le ve, porque oye los silbidos, Jack se asusta al comprobar que pueden ser los mismos desconocidos que le atemorizaron. Antes de poder concluir, llaman a la puerta de la cabaña. Se trata de Billy, su supervisor, quien le trae suministros y trata de calmarle, conocedor de los hechos sucedidos.
Otro día, antes de acostarse, Jack comprueba que se ha quedado sin leña para la estufa, por lo que tiene que bajar. Antes de llegar es sorprendido por un hombre desconocido que se hace llamar "Silas" y que dice ser un operario que está arreglando la torre de radio. Silas parece con ganas de conocer al joven, al que conoce por su nombre y del que muchos por allí hablan, y le indica que su labor es la de arreglar las comunicaciones, para que los mensajes lleguen correctamente. Jack presupone que es para enviar avisos en caso de que haya algún incendio, a lo que Silas le replica que algunos incendios son necesarios para purgar. Después del inquietante encuentro, Jack vuelve a llamar a Connor para comentarle lo acontecido y sorprenderse de que la estación de radio fue clausurada años atrás tras caerle un rayo, y que su coste de arreglo es tan elevado que no creen que esté lista en bastante tiempo.
La angustia y el malestar se adueña de Jack, hasta que algunas noches después, mientras está actualizando el software del ordenador, se va la luz. Tiene que bajar al generador en mitad de la lluvia. Lo arregla, pero percibe que alguien lo está vigilando.
Una semana después, el generador de Connor estaba en mantenimiento, por lo que Jack tenía que cubrir su área durante unos días. En mitad del sueño, a las 2:30 de la madrugada, Connor le habla por el comunicador y le indica que tienen una nueva fogata ilegal al oeste de su posición. Tras estar batallando con el generador no se encuentra con fuerzas de solventarlo, por lo que le toca a Jack tratarlo. Al divisar el humo y centrar los binoculares en la zona descubre el cuerpo de un excursionista muerto y varias personas ataviadas con túnicas negras y cuernos, como el sujeto que le asustó noches atrás, azuzando el fuego de la fogata. Jack les hace una foto, sin pensar que tiene el flash, siendo descubierto por estos. Uno de los miembros de la secta corre hasta la torre de vigía y Jack debe esconderse para más adelante huir de la zona. Al reportar lo sucedido, sus superiores le volvieron a quitar hierro a la situación y le indicaron que su misión es solo vigilar que no hubiera incendios.

### Quinto episodio:Woodbury Getaway
Con fecha de 8 de diciembre, esta quinta entrega cuenta la historia de Sydney Harper, una joven de 23 años que trabaja en una consultoría. Al comienzo de la escena, se la ve echando horas extras en la oficina. Es un momento ajetreado en la que ella y un compañero tienen que remitir unos informes importantes. Su móvil tiene poca batería y aún quedan varias horas para acabar, con apenas un café para aguantar la noche. En un momento dado, recibe la llamada en el teléfono de la empresa de su amigo Mike, quien tiene un interés sentimental por la protagonista, quien le pregunta sobre la reserva que había planeado su grupo de amigos de la universidad a una casa de alquiler en Woodbury (Vermont) por un fin de semana.
Dos días después, Sydney y Mike quedan para irse a la casa rural, donde deberían encontrarse con una amiga en común, Nora. El camino es largo y antes de llegar a su destino paran en una pizzería de carretera. En el interior, observan en el telediario que una tormenta de nieve prevé llegar a Woodbury esa misma noche. Sydney recibe un mensaje en el grupo de Nora en el que avisa que llegará tarde. En la pizzería, se topan con un hombre, que les ha visto llegar, y que les pide que le lleven en su coche. Los tres se enzarzan en una discusión que parece acabar en una amenaza, para más tarde recular el desconocido en que todo era un malentendido, abandonando el establecimiento poco después. Tras ese episodio, Sydney y Mike terminan la pizza y vuelven a la carretera.
Tras un tiempo en la carretera llegan a la casa. Algo destartalada, cuenta con un sótano, que tiene una habitación en la que no pueden entrar los visitantes. Cuando llega a su cuarto, se topan con Rick, el dueño que les alquiló la casa, quien dijo estar allí buscando a su gato y tratando de arreglar la televisión, después de una mala reseña dejada anteriormente por unos huéspedes; no obstante, su presencia se hacía incómoda. En mitad de la visita, les dice que la madre del anterior inquilino falleció en el sótano. Ya por separado, Sydney y Mike, mientras esperan la llegada de Nora, toman unas cañas de pescar y se marchan al arroyo a buscar carpas para la cena.
Mientras se prepara la comida, deciden jugar a la ouija, aprovechando el comentario que les hizo Rick. En mitad del juego, a una pregunta que hace Mike se escucha un susurro a su espalda de algo moviéndose, a lo que él salta asustado huyendo del sótano, dejando a Sydney sola. Tras ese episodio, deciden olvidarlo y comer la cena mientras esperan a Nora. Para hacer tiempo, Mike, bromista, trata de asustar a Sydney y jugar al escondite, debiendo esconderse la protagonista en el sótano, el cobertizo o en el ático, donde encuentra al gato del dueño que lo buscaba. En el turno de Mike, Sydney lo busca por la casa hasta escuchar unos martillazos provenientes del baño del piso superior, donde le vuelve a sorprender Rick, quien pese a alquilar la casa a visitantes, aún se mantenía en ella reparando los grifos. Tras una discusión, en la que se revela que en Woodbury no hay policía, se marcha de la casa.
Cerca de la medianoche, la tormenta de nieve avanza sobre la zona y los dos no tienen noticias de Nora. Mike cerca a Sydney en la habitación, donde mantiene una posición extraña. Se revela que en un viaje anterior que hicieron a Oregón, ambos se enrollaron, y Mike se quedó colgado de ella, haciendo incómoda la situación. Sydney le envía un mensaje a Nora preguntándole dónde está, averiguándose que ha pinchado una rueda y que no podrá llegar a la casa. Mike decide coger la furgoneta y salir en mitad de la noche en busca de Nora, dejando sola a Sydney en la casa, instándola a cerrar todas las puertas por seguridad.
Apenas una hora después, suena el timbre de manera insistente. Al otro lado de la puerta se encontraba el excursionista de la pizzería. Nuevamente cuenta la historia de que está varado en la nada y necesita cobijo hasta que pasen a recogerle un grupo de amigos. Ante la negativa de la chica, el hombre eleva el tono con insultos, y reconoce haberles espiado en el arroyo. Con las amenazas, Sydney dice que avisará a la policía, sin recordar el comentario que le hizo Rick. Queriendo olvidarse de todo el ajetreado día, regresa a la cama a echarse un rato. Somnolienta, llega a escuchar unos gritos sordos y unos golpes. Asustada, escribe a Rick, quien aparece al poco tiempo en la casa, reflejándose que lleva un martillo en su mano derecha.
A solas con el hombre, y nerviosa, Sydney recibe en su teléfono unos mensajes de Rick, quien le indica no entender nada de la situación que especifica, pues hace semanas que no pasa por la propiedad y que vive en Burlington, ciudad a 100 kilómetros al oeste y a una hora de distancia en coche. Sydney debe esconderse del desconocido hasta que aparecen sus amigos. Tras contarle todo lo sucedido, el verdadero Rick llamó a la policía, que se personó en la vivienda, donde no encontraron al hombre.

## Recepción
El primer episodio cuenta con una puntación media de 6,9 en el agregador Metacritic. Las siguientes entregas recibieron mejores críticas, con un 7,1 de puntuación la segunda, 7,7 la tercera entrega; 8,2 la cuarta; y 7,3 la quinta y última entrega.
Sobre la primera experiencia, el blog Buried Treasure escribió que "logra capturar ese miedo de tener la casa para ti solo por primera vez y luego, por supuesto, cumplir esos miedos. Es interesante por las diversas formas en que puede terminar, incluso con la supervivencia de tu personaje. Pero lo más importante es que me hizo gritar en voz alta en dos lugares diferentes en dos jugadas diferentes". Respecto a la segunda entrega, el mismo blog incidió en el uso "muy inteligente de los filtros para permitir que los gráficos decentes parezcan anticuados y fotorrealistas". Cumplió, según la crítica, la presencia de "sobresaltos" y daba más espacio al jugador para interaccionar, "con dos finales realmente satisfactorios. Uno que me asustó muchísimo y otro que consideraría un final 'bueno'. Todo muy valioso.
En contra, la web GameGrin, sobre el tercer capítulo, indicó que estaba bien, "pero después de unas pocas horas, no recordaré nada de los primeros 45 minutos. Tiene una historia normal y un ritmo terrible [...] La mayor parte es aburrida y solo el final se vuelve interesante". En esta línea, añadió que, en comparación con los otros títulos, "definitivamente decepciona, ya que agrega tantas escenas innecesarias sin ningún significado". No obstante, la ambientación y el sonido fueron conceptos considerados positivos.
El cuarto episodio, Ironbark Lookout, tuvo una puntuación de 7,9 en el agregador de IGN, con la puntuación de trece reseñas de los usuarios. En el agregador de Metacritic, las opiniones de los usuarios fueron mayormente positivas, haciendo hincapié en la trama, por su ubicación, las actividades derivadas de la misma, y la intrahistoria de los personajes. Como crítica del mismo, la web Adventure Gamers la valoró con un 7/10, criticando del mismo las tareas "bastante mundanas" a lo largo del juego, pues el narrador omnisciente indica al jugador lo que tiene que hacer. En el apartado visual destacan que tome prestado detalles del terror analógico, "de modo que te sientes atrapado en un vídeo de metraje encontrado [...] el jugador tiene la impresión de estar en un sueño extraño".